# Последний магнат
«После́дний магна́т» (англ. The Last Tycoon, США, 1976 год) — кинофильм режиссёра Элиа Казана, его заключительная режиссёрская работа. Экранизация одноимённого незаконченного романа Фрэнсиса С. Фицджеральда.

## Сюжет
Босс вымышленной киностудии Монро Стар — «золотой мальчик» Голливуда. Он снимает кино. Даже когда Великая депрессия захлестнула Америку, он продолжает снимать хорошее кино. У него умирает жена, — он снимает очень хорошее кино. Стар контролирует производство нескольких фильмов одновременно, ему приходится иметь дело то с завышенными требованиями стареющей кинозвезды, то с жёсткими условиями профсоюзов. Монро одержим работой, но вдруг появляется нечто, что может отвлечь его от болезненной привязанности к своему бизнесу: любовь. Она появляется в образе Кэтлин, загадочной женщины, от которой Стар не может отвести взгляд. Кэтлин напомнила Монро его жену. Теперь он постоянно находится под влиянием её чар. Но ей Стар не интересен. Выдерживая натиск целого кинематографического мира, он терпит поражение от маленькой женщины.

## В ролях
| Актёр               | Роль               |
| ------------------- | ------------------ |
| Роберт Де Ниро      | Монро Стар         |
| Тони Кёртис         | Родригес           |
| Роберт Митчем       | Пэт Брэйди         |
| Жанна Моро          | Диди               |
| Джек Николсон       | Бриммер, коммунист |
| Дональд Плезенс     | Боксли             |
| Рэй Милланд         | Флайшекер          |
| Дэна Эндрюс         | Рэд Райдингвуд     |
| Ингрид Боултинг     | Кэтлин Мур         |
| Питер Штраусс       | Уайли              |
| Тереза Расселл      | Сесилия Брэйди     |
| Тайг Эндрюс         | Пополос            |
| Морган Фарли        | Маркус             |
| Джон Кэррадайн      | гид                |
| Джефф Кори          | доктор             |
| Анжелика Хьюстон    | Эдна               |
| Бонни Бартлетт      | секретарь Брэди    |
| Бетси Джонс-Морленд | леди Райтер        |

## Отзывы критиков
Ведущий американский эксперт Роджер Эберт (как и большинство критиков) даже не посчитал необходимым оставить рецензию на этот фильм. Опубликованные отзывы — негативны. На сайте-агрегаторе Rotten Tomatoes фильм имеет рейтинг 43% на основании 21 критического отзыва.
- Эй Джей Хакари, «Классик Муви Гайд»:

«Последний магнат» — скучный фильм. Он сделан достаточно умными людьми, которые должны осознавать, что драгоценный камень, который они держали в руках, превратился в претенциозный пшик. 
Осознавая его (Стара) эмоциональный багаж, сложно поверить, что из-за этой женщины он будет так страдать. Каждая их встреча заполнена тяжёлыми взглядами и псевдо-философскими разговорами, которые только отнимают время. В фильме много фантастических актёров, но никому из них не дали достаточно экранного времени, чтобы Де Ниро мог погрустить ещё минут двадцать.
- Клайтон Трапп, «Бриллиантовое обозрение 1176 фильмов»:

Я не знаю, чья вина больше: Фицджеральда или Казана, но если и были недостатки в романе, то фильм окончательно добил его.
Когда на 40-й минуте появляется Николсон, действие начинает нарастать, но поздно. Де Ниро понимает это и начинает сильно выпивать.

## Интересные факты
- Продюсер фильма Сэм Шпигель хотел видеть в роли Монро Стара Джека Николсона, но Казан настоял на Роберте Де Ниро.
- Впрочем, кандидатура самого Казана была под вопросом. Первоначально планировалось, что фильм будет снимать Майк Николс. И в этом случае роль досталась бы Дастину Хоффману.
- Ещё одним кандидатом на роль Монро был Аль Пачино, но он отказался сам.
- Роман Фицджеральда, по которому снят фильм, был написан только наполовину и обрывается буквально на полуслове. Фицджеральд умер в декабре 1940 года, в возрасте 44 лет, за столом над рукописью «Последнего магната».